# Omalo
Omalo – wieś w Gruzji, w regionie Kachetia, w gminie Achmeta. W 2014 roku liczyła 37 mieszkańców.